# Rhombophryne
Rhombophryne es un género de anfibios anuros pequeños de la familia Microhylidae endémicos de Madagascar.

## Lista de especies
Se reconocen las siguientes 20 especies:
- Rhombophryne botabota Scherz, Glaw, Vences, Andreone & Crottini, 2016
- Rhombophryne coronata (Vences & Glaw, 2003)
- Rhombophryne coudreaui (Angel, 1938)
- Rhombophryne diadema Scherz, Hawlitschek, Andreone, Rakotoarison, Vences & Glaw, 2017
- Rhombophryne ellae Scherz, 2020
- Rhombophryne guentherpetersi (Guibé, 1974)
- Rhombophryne laevipes (Mocquard, 1895)
- Rhombophryne longicrus[2] Scherz, Rakotoarison, Hawitschk, Vences & Glaw, 2015
- Rhombophryne mangabensis Glaw, Köhler, & Vences, 2010
- Rhombophryne matavy D'Cruze, Köhler, Vences, & Glaw, 2010
- Rhombophryne minuta (Guibé, 1975)
- Rhombophryne nilevina Lambert, Hutter & Scherz, 2017
- Rhombophryne ornata[3] Scherz, Ruthensteiner, Vieites, Vences & Glaw, 2015
- Rhombophryne proportinalis Scherz, Hutter, Rakotoarison, Riemann, Rödel, Ndriantsoa, Glos, Roberts, Crottini, Vences & Glaw, 2019
- Rhombophryne regalis Scherz, Hawlitschek, Andreone, Rakotoarison, Vences & Glaw, 2017
- Rhombophryne savaka Scherz, Glaw, Vences, Andreone & Crottini, 2016
- Rhombophryne serratopalpebrosa (Guibé, 1975)
- Rhombophryne tany[3] Scherz, Ruthensteiner, Vieites, Vences & Glaw, 2015
- Rhombophryne testudo Boettger, 1880
- Rhombophryne vaventy Scherz, Ruthensteiner, Vences & Glaw, 2014